# Iglesia de San José (San Cristóbal)
La Iglesia o Templo Parroquial de San José, es un templo católico situado en el Centro urbano de la ciudad de San Cristóbal. De estilo neogótico, posee una altura de 76 metros, siendo uno de los templos más altos de Venezuela, junto con el minarete de 113 metros de la Mezquita Ibrahim Bin Abdul Aziz Al Ibrahim y la Basílica Menor Santuario Nacional de Nuestra Señora de Coromoto, de 75 metros. Su construcción, a cargo de la Orden de Agustinos Recoletos, comenzó en 1943, concluyéndose después de varias etapas en 1983. Es el templo principal de la parroquia eclesiástica homónima, perteneciente a la Diócesis de San Cristóbal. El 15 de agosto de 2025, en el marco de la Solemnidad de la Asunción de la Virgen María, al servir como punto de partida de la tradicional procesión del retablo de Nuestra Señóra de la Consolación de Táriba, se decretó la elevación del Templo Parroquial de San José a Santuario Eucarístico Diocesano de Adoración y Reparación. El templo es considerado como una de las joyas arquitectónicas más representativas de la ciudad. 
Las medidas de la Iglesia de San José, son:

Longitud de planta
Longitud exterior: 42,24 m
Longitud interior: 39,24 m
Longitud de la nave: 25 m
Ancho de planta
Ancho de planta
Anchura de la nave central: 7,50 m
Anchura exterior: 15,00 m
Anchura de cada una de las naves laterales: 3,75 m
Anchura de la nave central con las dos laterales: 14,75 m

Longitud y ancho del crucero

Longitud del crucero (exterior): 15 m
Longitud interior del crucero: 7,50 m
Ancho del crucero: 5 m
Alturas de naves, ábside, tejados y torres
Altura de la bóveda de la nave central: 25 m
Altura bajo la bóveda de las naves laterales o naves bajas: 18 m
Altura exterior del tejado a dos vertientes: 27 m
Altura de la torre campanario-central y flecha: 76 m [el equivalente a la altura de un edificio de 25 pisos o plantas]
Altura del último habitáculo de ascenso a la torre del campanario-central, 70 m
Altura de las torres laterales y flechas: 40 m
Altura del ábside: 20 m

Otros
Intercolumnio o distancia entre los pilares (de oeste a este): 3,75 m
Cimientos (muros de cerramiento, pilares de arcadas y torres): entre 1,70 m y 5,75 m
Superficie cubierta: 633,33 m²

## Descripción
Es una estructura de estilo neogótico, con 3 naves en su interior, una central mayor y dos laterales menores.
El templo cuenta con varios elementos decorativos: arcos ojivales y torales, archivoltas, triforios, vitrales y un rosetón. En su interior discurren bóvedas de crucería, florones, agujas, columnas fasciculadas, polilobuladas, capiteles, bases y ventanales góticos con vitrales.  

## Historia
La iniciativa de construir la Iglesia de San José surge gracias a los RR.PP. Agustinos Recoletos, orden religiosa que cuenta a su vez con en el Seminario "Nuestra Señora del Buen Consejo", casa de formación creada en 1937 y ubicada en cercana localidad de Palmira.  
- En 1943 fue colocada la piedra fundacional, la cual fue bendecida tal y como lo disponía el ritual Romano. El Boletín Eclesiástico de la Diócesis de San Cristóbal (Septiembre - Diciembre de 1943) informó que la piedra tenía forma de cubo, con tres cruces talladas en sus tres lados. La ceremonia estuvo a cargo del entonces obispo, Monseñor Rafael Arias Blanco
- En 1945 fueron realizados el diseño y los planos por parte del alarife don Jesús Manrique, con un estilo neogótico.
- En 1946 fueron alzadas las tres naves junto con sus terrazas en losas nervadas, junto con el ábside.
- En 1948 comienzan los trabajos de la fachada, los adornos, las agujas y florones.
- En 1953 se concluía la construcción de la nave central y de sus bóvedas así como el crucero exterior con sus tribunas internas, completándose el presbiterio. El 19 de marzo de 1953, a diez años de haberse colocado la primera piedra, Monseñor Alejandro Fernández Feo, consagraba los espacios del nuevo templo, dándole por titular al patriarca San José.
- En 1956 se comienzan las torres externas, así también, se bendecían los cimientos y trabajos de las torres occidentales y fachada principal.
- En 1965 se finalizan los trabajos de decoración y faja del primer y segundo cuerpo de la fachada principal, ya que el cuerpo principal de la torre es de hormigón armado prefabricado con una obra limpia que no requirió faja. Obras dirigidas por el pintor y escultor español Juan Ferrer Roig.
- En 1971 se terminaron los trabajos de decoración exterior de la fachada y se terminaron todas las obras del templo. La supervisión de las obras estuvo a cargo del ingeniero Fernando Porcarelli.
- En 1983 se bendicen los vitrales.

## Crónica
"Para Terminarse la Fachada del Templo de San José
Con gran beneplácito hemos visto cómo y en tiempo corto los Rvdos. Padres Agustinos, fundadores del bello Templo de San José en esta ciudad, han resuelto terminar la fachada del Templo, gracias al espíritu dinámico y emprendedor del Superior de la Congregación en el Táchira, Rvdo. Padre Jacinto Frías, quien confió al arquitecto Juan Ferrer Roig,..."
"Para el día 30 de Mayo prometió el arquitecto terminar la obra, según nos informó el mismo Padre Frías, quien expresó su deseo de que los habitantes de San Cristóbal deberían continuar con sus ayudas en metálico para así ver totalmente terminada la obra, ya que es una joya de arquitectura gótica que además de servir de ornato público, constituye uno de los templos más concurridos de San Cristóbal y servicios de culto se realizan con gran solemnidad.
También hemos sido informados que próximamente esta Iglesia será erigida en Parroquia; si así fuere, mayor obligación tendrán los feligreses en propender por la total terminación de la obra para ayudar a los Padres Agustinos con sus óbolos."
Artículo 29 mayo 1966 La Vanguardia

- Datos: Q5910368
- Multimedia: Iglesia de San José (San Cristóbal, Venezuela) / Q5910368